# Насвакьойско македонско благотворително братство
Насвакьойското македонско благотворително културно-просветно братство „Али Ботуш“ е организация на бежанците от областта Македония, установили се в пловдивското село Насва кьой (Неделево).

## История
На 23 май 1926 година е основано новото братство, което си избира настоятелство в състав Атанас Костадинов, Димитър Хараламбиев, П. Чапкънов, Петър Ил. Неделев, Костадин Смокваров и Андон Г. Биров. В контролната комисия влизат Никола Илиев, Георги Неделев Козарев и Костадин Ив. Вандов.